# Comic Cuts
Comic Cuts est un magazine hebdomadaire britannique de bande dessinée, créé par Alfred Harmsworth, ayant paru du 17 mai 1890 au 12 septembre 1953. Premier journal anglais de ce type à avoir une diffusion massive, il a fondé la tradition anglaise de la bande dessinée, malgré l'absence de qualités franches.

## Histoire

### Un journal fondateur
Alors jeune journaliste ambitieux de 25 ans, Alfred Harmsworth décide en 1890 d'innover en créant un journal de bande dessinée reprenant toutes les caractéristiques des journaux populaires à un penny d'alors mais avec une innovation de taille : un coût diminué de moitié. Le premier numéro de Comic Cuts (d'après un terme d'imprimerie désignant des illustrations humoristiques en gravure sur bois) paraît le 17 mai 1890. 
Sa forme est « entièrement reprise » de Funny Folks, premier journal britannique du genre, créé en 1874 par James Henderson, ancien employeur d'Harmsworth : format, nombre de pages, mise en page, absence de personnages récurrents, présence d'une moitié de textes pour une moitié d'images. De même, la plupart des strips et gags publiés ne font que reprendre d'autres parus ailleurs auparavant, et plus globalement, le journal est très conservateur et passéiste (de sa devise « Amusing without being vulgar », « Amuser sans vulgarité » aux vêtements portés par les personnages, toujours en retard d'une mode en passant par le style des dessins, réminiscences du Punch des années 1850, la satire et la verve en moins). Comic Cuts synthétise « une tradition séculaire de culture imprimée populaire et [s'emploie] à en modifier certains aspects pour l'adapter au marché de masse moderne ».
Cependant, grâce à la faiblesse de son prix, le journal est succès immédiat et sa formule devient un modèle : Harmsworth fait paraître Illustrated Chips peu de temps après et dans la décennie 1890, ce sont trente-cinq titres du même genre qui sont créés par lui et ses concurrents. Avec Comic Cuts est lancée « la mode d'une forme simplifiée d'humour grossier, provoquant le rire aux dépens d'un personnage en piteux état, sans intention morale, satirique ou didactique », un divertissement pour le divertissement qui modèle non seulement la presse populaire anglaise de bande dessinée, mais la presse populaire britannique en général, qu'Harmsworth domine sans partage du milieu des années 1890 (après la fondation du Daily Mirror) jusqu'à sa mort.

### Documentation
- (en) Peter Bailey, « Ally Sloper's Half-Holiday: Comic Art in the 1880s », History Workshop, n°16, automne 1983, p. 4-31.
- Mike Kidson (trad. Jean-Pierre Mercier et Catherine Ternaux), « Comic Cuts et Illustrated Chips : le modèle industriel et esthétique d'Harmsworth » dans 9e Art n°7, Centre national de la bande dessinée et de l'image, janvier 2002, pp. 30-35